# Old Kilmun House
Old Kilmun House ist ein Herrenhaus in der schottischen Ortschaft Kilmun. Es liegt in erhabener Position jenseits des Friedhofs der St Munn’s Parish Church oberhalb der Küste der Meeresbucht Holy Loch. 1992 wurde das Old Kilmun House in die schottischen Denkmallisten in der höchsten Kategorie A aufgenommen.

## Geschichte
Der exakte Entstehungszeitraum von Old Kilmun House ist nicht verzeichnet. Als Bauzeitraum kann jedoch das frühe 18. Jahrhundert angegeben werden. Am Standort existierte bereits ein Vorgängerbau aus dem 16. oder 17. Jahrhundert, von dem Baumaterial, vielleicht sogar komplette Elemente übernommen wurden. Old Kilmun House war der Sitz eines Lairds aus dem Clan Campbell. Als dieser neue Besitzungen erbte und seinen Stammsitz an jenen Ort verlagerte, wurde Old Kilmun House zunächst für einige Zeit verpachtet und schließlich an James Duncan verkauft. Das Gebäude wurde im Laufe seiner Geschichte mehrfach erweitert oder umgestaltet. Ein seitlich abgehender Flüge stammt wahrscheinlich aus dem späteren 19. Jahrhundert und eine Ergänzung im Südwesten wurde um das Jahr 1900 angebaut.

## Beschreibung
Das Gebäude ist insbesondere wegen seiner untypischen Asymmetrie von Interesse. Gewöhnlicherweise wurden Herrenhäuser zu dieser Zeit mit einer ungeraden Anzahl an Fensterachsen mit zentriertem Eingangsbereich geplant, wodurch ein spiegelsymmetrisches Bauwerk erhalten wird. Im Falle des Old Kilmun House wurden jedoch sechs Achsen gewählt, wobei sich die Eingangstür auf der dritten Achse befindet und somit die Symmetrie aufhebt. Das zweistöckige Old Kilmun House wurde aus Bruchstein erbaut. An den Gebäudekanten sind Ecksteine aus Sandstein verbaut. Die Eingangstür ist über eine Steintreppe zugänglich und ist mit einem Dreiecksgiebel bekrönt. Dieser Gebäudeteil schließt mit einem schiefergedeckten Satteldach ab. Der im Westen orthogonal nach hinten abgehende Flügel stammt wahrscheinlich aus dem späten 19. Jahrhundert und war wohl zunächst nur einstöckig. Das Verbindungsstück zwischen beiden Teilen wurden wahrscheinlich um das Jahr 1900 oder etwas später hinzugefügt. Er besitzt zwei Zwerchgiebel und ein auskragendes Obergeschoss.